# Waiting in Vain
«Waiting in Vain» es una canción escrita y grabada por el músico de reggae Bob Marley en su álbum Exodus de 1977. Lanzado como sencillo, alcanzó el número veintisiete en los conteos del Reino Unido.

## Versiones
Se han realizado versiones de la canción por parte de artistas como Jody Watley, en su álbum The Makeover del 2006, Annie Lennox en su álbum Medusa de 1995 y por el músico brasileño y antiguo ministro de cultura Gilberto Gil en su álbum Kaya N’Gan Daya del 2002.
Los Cafres, de Argentina, hicieron su versión en el álbum "Espejitos" del año 2000